# Nuvolera
Nuvolera (Nebulariae in latino, Nigolera in dialetto bresciano) è un comune italiano di 4 748 abitanti della provincia di Brescia in Lombardia.

## Geografia fisica
Nuvolera dista da Nuvolento 2 km e da Brescia 14 km. Il territorio comunale ha una superficie di 13,31 km² e l'altitudine varia da una minima di m 158 ad una massima di m 671. Il centro si estende poco a sud dello sbocco della piana del Chiese sotto la valletta del rio Giava. L’abitato è a pianta raccolta, ai piedi delle pendici boscose sud-orientali del Monte Cavallo. Tra le frazioni sono da ricordare: Camprelle, Sorzana, Molvina e Campagna.

## Storia

### La Preistoria
La zona pedemontana ebbe abitatori fin dai tempi preistorici. Strumenti litici e materiali ceramici risalenti alla civiltà Polada furono rinvenuti nel 1956 nella caverna nota come Buco d’Ernesto e sono ora conservati nel Museo di Scienze Naturali di Brescia. La struttura di pietre disposte in forma di cerchio sulla cima del Monte Cavallo, nota in dialetto con il nome di Sercol, fa presagire la presenza di un luogo destinato al culto del sole.

### L'Età pre-romana e romana
Tra il VI e V secolo a.C. il territorio di Nuvolera venne occupato da tribù di origine celtica soppiantate poi dai Galli Cenomani che si stabilirono nella valle ricca di sorgenti e protetta dai colli. Tali popolazioni vennero sottomesse dai Romani che abbandonarono la strada montana dei Cenomani per aprire un nuovo percorso in pianura collegato con la Via Emilia. Di origine latina è il nome della prima frazione che si incontra provenendo da Brescia. Camprelle deriva, infatti, dal nome del legionario Campra che ricevette dall’imperatore i terreni della zona come ricompensa per le battaglie combattute in Gallia. Iscrizioni romane dedicate a Giove, a Marte e alle matrone furono rinvenute durante alcuni scavi negli anni Trenta del Novecento.

### L'avvento del Cristianesimo

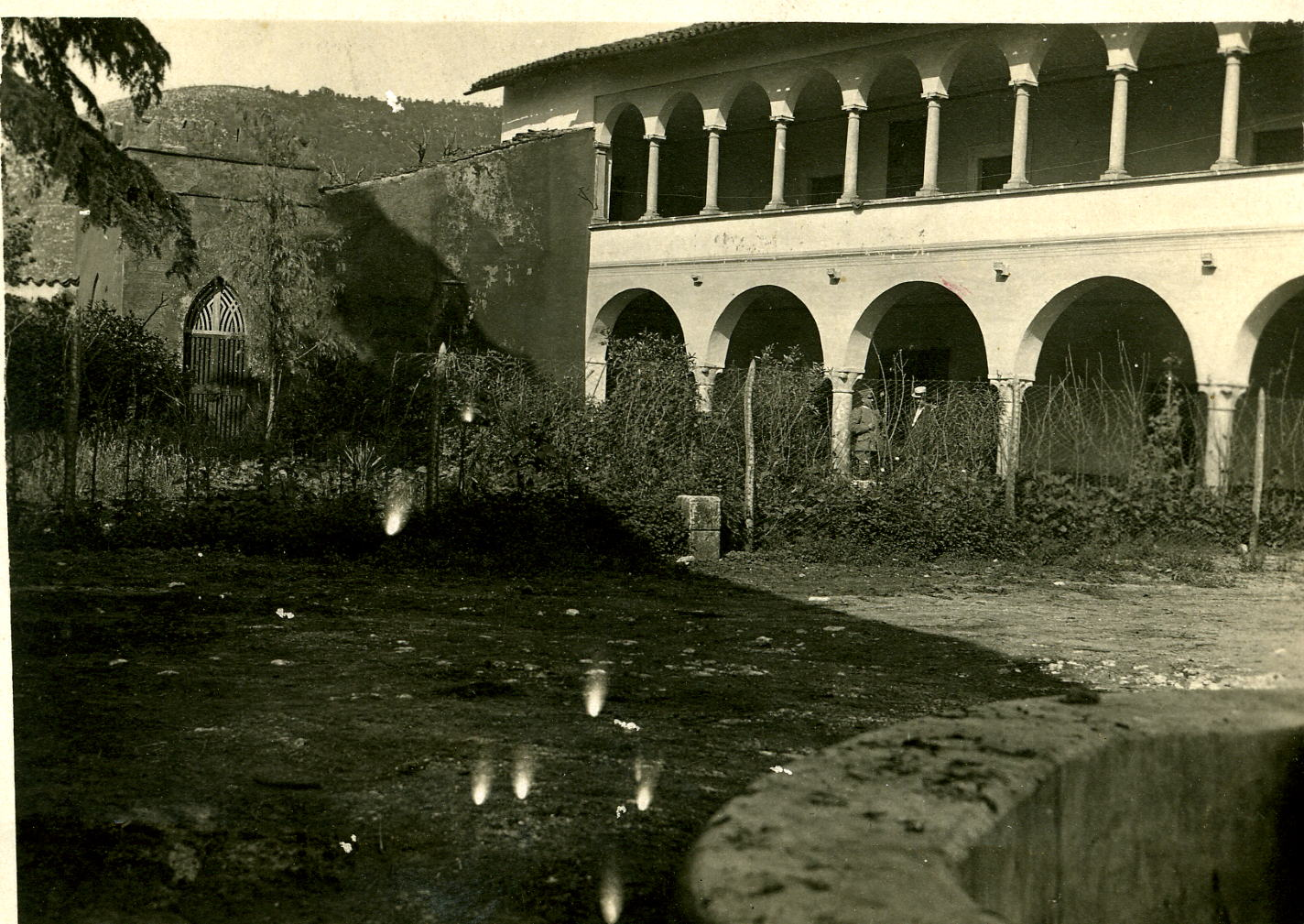
Villa Trotti (ex Porta). L'edificio, in epoca medioevale di proprietà del Monastero di San Salvatore di Brescia, ospitò la moglie di Carlo Magno dopo il ripudio.

Il crollo dell’Impero Romano coincide con l’avvento del Cristianesimo. Nuvolera divenne diaconia della Pieve di Nuvolento, sorta sui ruderi nell’antica mansione romana. Qui si dispensava la parola di Dio, venivano amministrati i sacramenti e si provvedeva ad attuare opere di carità verso i più deboli. Per l’assistenza non solo religiosa, ma anche economico-sociale della popolazione si stanziò intorno ai secoli V e VI una piccola comunità monastica, che guidava i coloni del luogo in opere di bonifica. Tale attività procurò al territorio l’aggettivo di novus ("nuovo"), da cui Nuvolera. Documenti antichi accennano all’esistenza di una chiesa dedicata a Sant’Eusebio presso la località Patuzza, di cui non si ha alcuna traccia. La gestione della cappella e dei terreni circostanti venne affidata almeno fin dal secolo X al monastero di San Pietro in Monte Orsino di Serle.
Le terre incolte facevano parte del demanio pubblico e venivano assegnate dagli ultimi sovrani longobardi Desiderio, Ansa e Adelchi al monastero di San Salvatore (poi Santa Giulia) di Brescia. La villa Trotti (ex-Porta) che sorge a fianco della chiesa è citata negli atti del 905-906 come sede di un gineceo gestito dalle monache dove le donne del luogo tessevano la lana per confezionare i paramenti sacri o si dedicavano all’arte del ricamo. La tradizione popolare racconta che presso il monastero nuvolerese soggiornò Desiderata al suo ritorno in Italia.

### Il Medioevo
Nel Medioevo le terre di Nuvolera vennero divise tra il monastero di Serle e quello di Santa Giulia anche se il primo andava aumentando la sua preminenza nel territorio acquisendo possedimenti in Camprelle, Sorzana, Molvina e Campagna. Il monastero di Santa Giulia affidò le sue terre a vassalli quali i Calchera, i Confalonieri e ad altri signorotti locali. Nel frattempo si rafforzava il comune formato da lavoratori della terra che gradualmente divennero piccoli proprietari di appezzamenti strappati all’incolto. Il primo documento ufficiale che attesta l’esistenza della comunità di Nuvolera risale al 7 maggio 1176 quando i due sindaci Malvezatus e Johannes Ottonis accettarono l’arbitrato che dava ragione al monastero e al comune di Serle per la proprietà e l’uso del Monte Dragone. Le lunghe lotte con il comune e i vari feudatari riuscirono a togliere la preminenza del monastero che a partire dal XIV secolo visse una lenta, ma inesorabile decadenza.

### Dal Quattrocento al Seicento
Con la decadenza del monastero poté svilupparsi la Parrocchia che acquistò totale indipendenza dalla Pieve di Nuvolento. Nel 1423 con testamento del nobile Pachetto de Rozzonibus di Brescia venne costituita la Cappellania della Beata Vergine delle Consolazioni legata alla primitiva chiesa di San Lorenzo Martire. Nel 1566 il vescovo Bollani, giunto in visita pastorale, ordinò di ricostruire la chiesa perché pericolante. Di quell’edificio rimane ancora oggi il campanile. Nel XVI secolo nacquero le Confraternite del Santissimo Sacramento e del Santo Rosario che gestivano rispettivamente il Monte delle Biade e il Monte di Pietà, una forma anticipatrice di previdenza e credito.
Dal 1426 il territorio bresciano fu soggetto alla Repubblica di Venezia. Il podestà di Brescia Giovanni Da Lezze annotava nel suo Catastico della città di Brescia et suo territorio del 1610 che Nuvolera contava ottocento abitanti, duecentocinquanta famiglie, mille piò di boschi, un mulino comunale, mille soldi di bilancio, sessanta paia di buoi, venti cavalli da tiro e trenta carri. Nove erano le famiglie nobiliari che qui trascorrevano la villeggiatura estiva: i Confalonieri, i Porcellaga, i Rodengo, i Rozzoni, i Gambara, i Bargnani, i Soldo, i Lana e i Folli. Quattro erano le famiglie contadine più importanti: gli Usanza, gli Alberti, gli Zanardi e i Perugini. La maggior parte della popolazione era costituita da «poveri che si sostengono nei boschi nel fare calcine e tagliar legnami». Il personaggio di maggior rilievo di questo periodo è il rettore Giovan Battista Bonfadini (morto il 12 aprile 1657) che nel suo testamento lasciava tutti i suoi beni al Comune per il sostentamento del curato, sollevando così la popolazione da tale spesa. Nel 1670 il vescovo di Brescia Marino Giorgi consacrò la nuova parrocchiale. A testimonianza di tale evento venne stata ritrovata nel 2011, durante i lavori di riqualificazione dell’area pavimentale antistante la Chiesa del Suffragio, una lapide con iscrizione in latino.

### Il Settecento

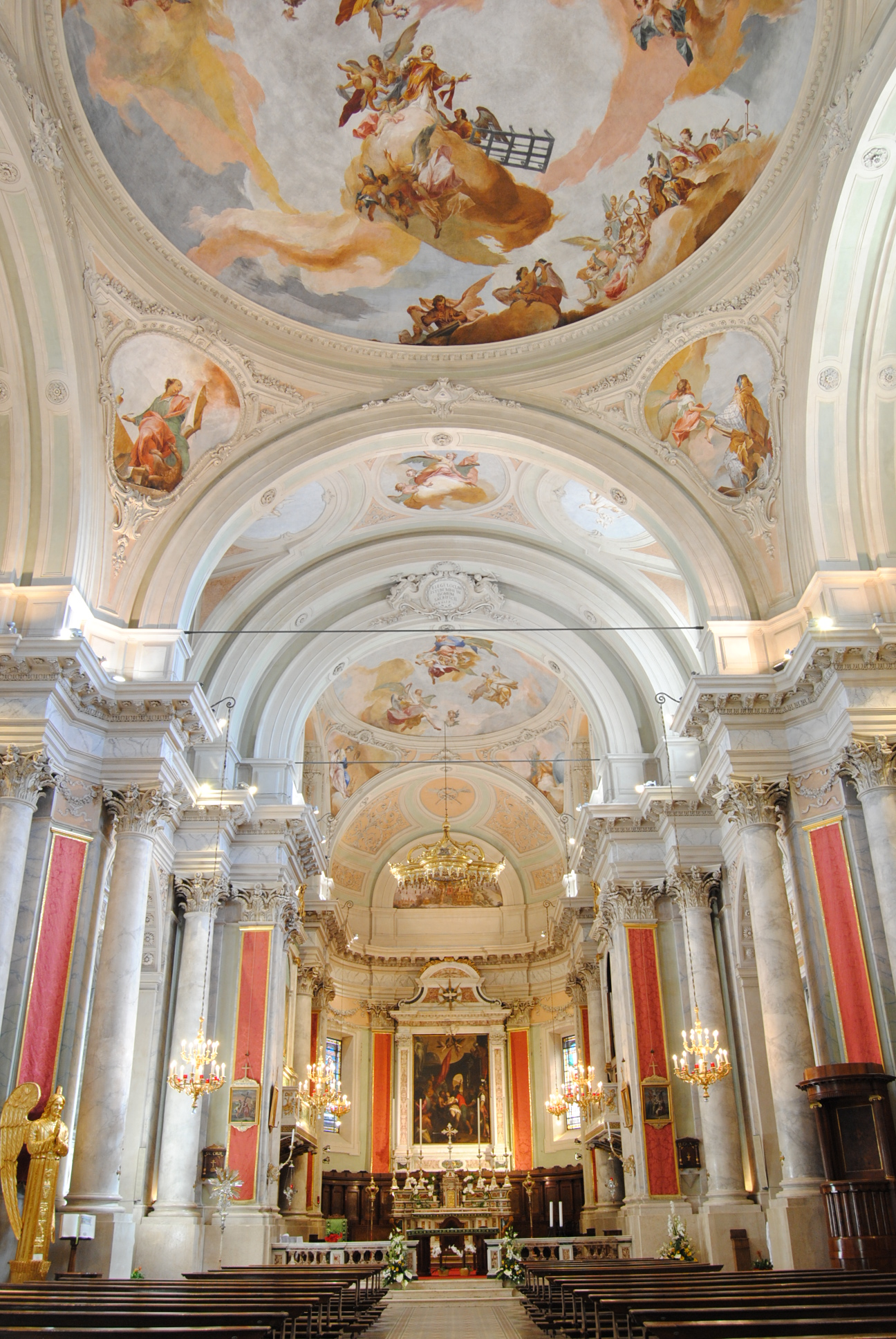
Nuvolera, Chiesa parrocchiale di San Lorenzo Martire, sec. XVIII, interno. Da notare il ciclo di affreschi, opera di Pietro Scalvini.

Il XVIII secolo si aprì con la consacrazione da parte del vescovo di Brescia, il cardinale Giovanni Badoer, dell’oratorio della Beata Vergine Annunciata in località Camprelle fatto erigere per volontà del nobile Bernardino Trobioli. Nel 1747 un'epidemia di peste bovina rischiò di danneggiare l’economia locale basata essenzialmente sull’agricoltura. Gli abitanti di Nuvolera ricorsero così alla Beata Vergine di Loreto venerata nel santuario di San Rocco dalla quale ottennero totale preservazione. Anche in località Sorzana venne eretto un piccolo Oratorio intitolato a san Filippo Neri all’interno della Villa ex Albertini, un tempo di proprietà della famiglia Maggi. Il Settecento termina con l’edificazione della nuova chiesa parrocchiale i cui lavori, iniziati nel 1766, si conclusero nel 1786 con il ciclo pittorico di Pietro Scalvini. Nel 1796 Nuvolera venne occupata dalle truppe del generale austriaco Würmser che si scontrarono con l’esercito francese di Napoleone come testimonia un ex-voto conservato nel santuario di San Rocco.

### L'Ottocento e il Risorgimento
Per creare una strada adatta alle processioni venne costruita nel 1819 la «Via Nuova» lunga 288 metri, fiancheggiante il Rudone e abbellita con carpini e siepi. I moti insurrezionali del 1848 accesero gli animi anche dei nuvoleresi. Il feroce generale austriaco Haynau impose ingenti tasse alle comunità del bresciano come misura punitiva per l’insurrezione nelle celebri Dieci Giornate. Nuvolera pagò solo le prime rate poiché l’arciprete Michelangelo Comparoni riuscì a ottenere il condono di tutto il resto. Nel frattempo il signor Bernardino Perugini, segretario comunale e il signor Giacomo Agnelli, assessore, venivano arrestati sotto la legge marziale 1849 e posti sotto consiglio di guerra. Grazie all’intervento del parroco i due ebbero salva la vita. Notevole importanza acquistò la trattoria "La Scaiola", di proprietà comunale e posseduta dal 1846 dalla famiglia Braga, dove sostò il generale Garibaldi. Da qui partirono alcuni carri in soccorso dei feriti della cruenta battaglia di San Martino del 24 giugno 1859. Nell’epopea risorgimentale si distinse il maggiore Luigi Soldo (Nuvolera, 1820 - Genova, 1874) che venne citato da Garibaldi nell’ordine del giorno 2 ottobre 1860 per il valore dimostrato nella battaglia del Volturno. Alla sua memoria venne dedicato un medaglione con effigie in bronzo dello scultore Luigi Contratti sulla facciata del municipio. Alla cerimonia di inaugurazione, svoltasi il 29 ottobre 1911, l’oratore ufficiale, l’avvocato e senatore Ugo Da Como, pronunciò un discorso accorato. Di seguito viene riportato un breve estratto: «Luigi Soldo ebbe la fortuna di vivere in una età che fu agitata da un grande ideale, legata da un giuramento solenne, sospinta da aspirazioni altissime: l’aver cooperato ad una impresa, fra le più mirabili nelle istorie dei popoli, eleva l’azione anche dei militi più modesti ed illumina di luce maggiore quella di lui, che fu tra i primi».
Nel 1870, la cura delle anime della frazione di Molvina passò alla parrocchia di Botticino Mattina. Il 1º ottobre 1881 aprì la tranvia Rezzato-Gavardo. Nel 1890 fu inaugurato l'acquedotto, mentre sette anni dopo entrò in funzione la ferrovia Rezzato-Vobarno.

### Il Novecento

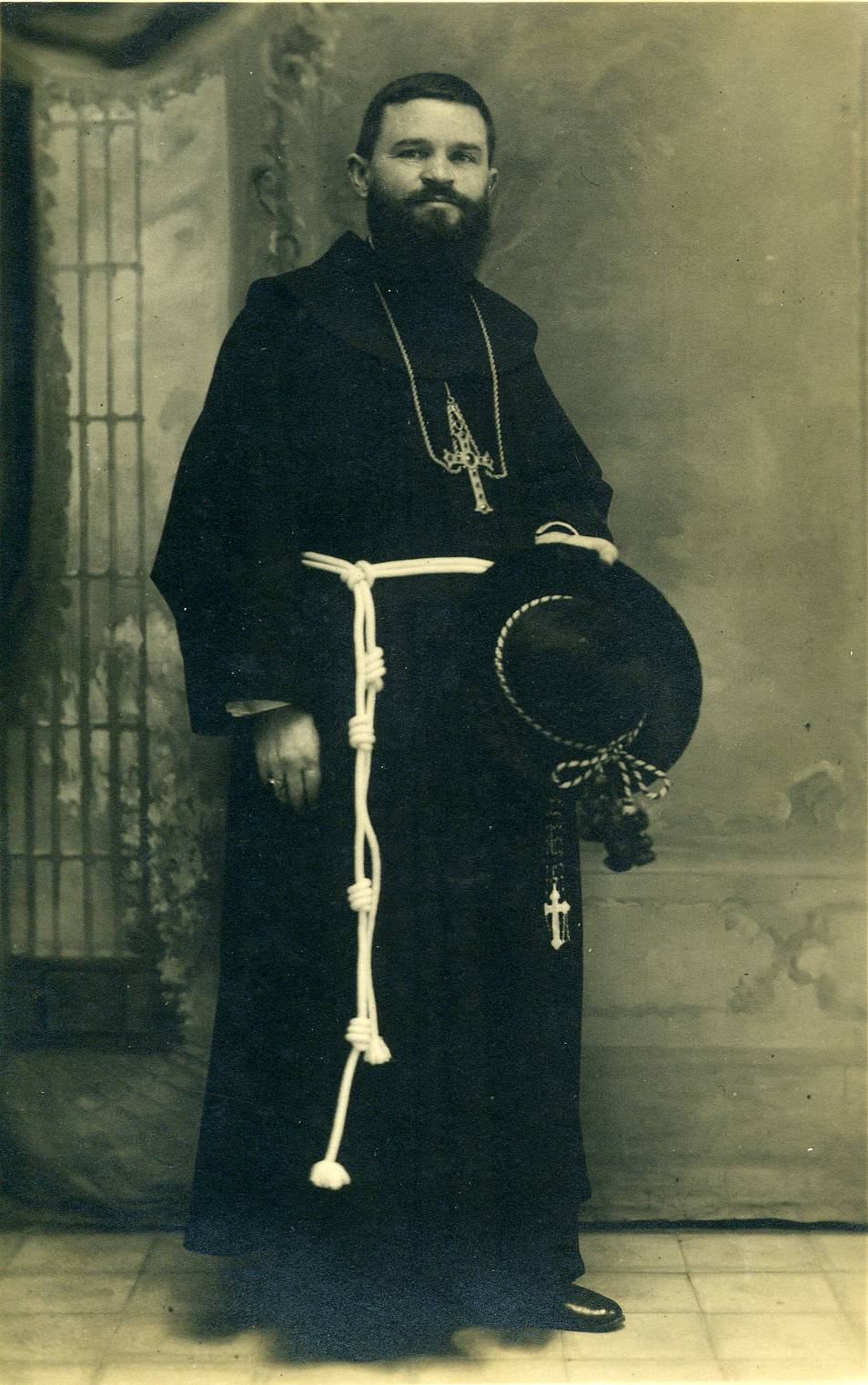
1933, Mons. Venanzio Francesco Filippini O.F.M. in partenza per la Somalia.

Nel 1908 si costituì su iniziativa del professore Andrea Perugini e del parroco Bartolomeo Colosio una commissione con il compito di realizzare un asilo per l’infanzia. La struttura venne inaugurata il 29 ottobre del 1911. Intensa fu negli anni 1912-1914 l’attività del curato Giovanni Battista Zuaboni, fondatore dell’Istituto Pro Famiglia e venerato come Servo di Dio, che aprì una scuola serale gratuita per gli adulti, costruì il primo oratorio chiamato Giovine Nuvolera, istituì una filodrammatica e costituì la Società Operaia a sostegno del nascente proletariato. L’8 settembre 1913 celebrava la sua prima messa il giovane frate francescano Venanzio Francesco Filippini che diventerà nel 1933 vescovo di Mogadiscio in Somalia dove rimase fino al 1970, realizzando scuole, orfanotrofi e fabbriche.

#### La prima guerra mondiale e il fascismo

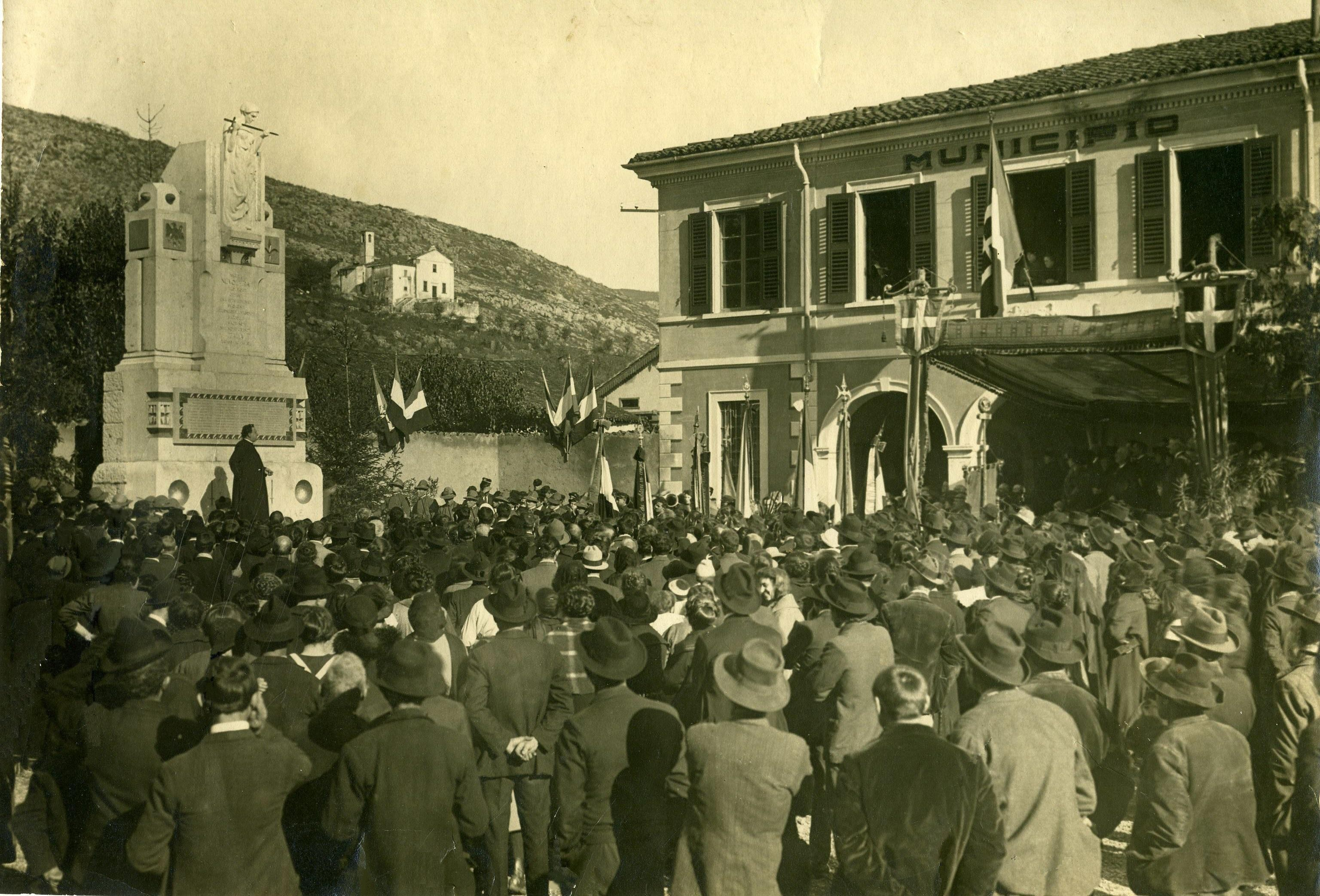
5 novembre 1922-Inaugurazione del Monumento ai Caduti in Piazza Gen. Luigi Soldo.

Nel 1915 scoppiava la prima guerra mondiale che si concluse nel 1918. Il 5 novembre 1922 venne inaugurato il Monumento in ricordo dei quarantadue caduti nuvoleresi a firma dell’architetto Angelo Albertini con un’epigrafe dettata dal poeta Giovanni Bertacchi. Nell’immediato dopoguerra fu intensa l’attività socialista, frenata dall’avvento del fascismo che si abbandonò a rappresaglie contro la privativa di Ermolao e Alghisio Bottarelli e contro il parroco al quale somministrano una forte dose di olio di ricino, beffeggiandolo sconciamente. Il 7 novembre 1927 venne inaugurato il Parco della Rimembranza nello spiazzo antistante l'entrata del cimitero.
Nell'agosto 1931, fu soppressa la tranvia Brescia-Salò-Gargnano nel tratto tra Virle Treponti e Tormini, quindi il tram a servizio del paese fu spostato sulla ferrovia Rezzato-Vobarno.
Nel 1932 la nobile signora Pierina Tondo vedova Gaggia lasciava la sua villa alla congregazione delle Suore Francescane del Cuore Immacolato di Maria che già dal 1929 curavano l’educazione dei piccoli ospiti dell’Asilo infantile. Il convento sarà attivo fino al 2000 quando verrà venduto a privati. Il 18 novembre 1934 venne aperto il nuovo acquedotto su progetto offerto gratuitamente dall'ingegnere Umberto Bono mentre nel 1937 venne fondata la Banda musicale, intitolata nel 1957 alla memoria di uno dei fondatori Giuseppe Sgotti, morto tragicamente sul lavoro. Per congiungere Nuvolera con Botticino Mattina attraverso Molvina nell’ottobre-novembre 1940 fu costruita una strada dai genieri del XII battaglione motorizzato 4º Genio.

#### La Seconda Guerra Mondiale e la rinascita democratica

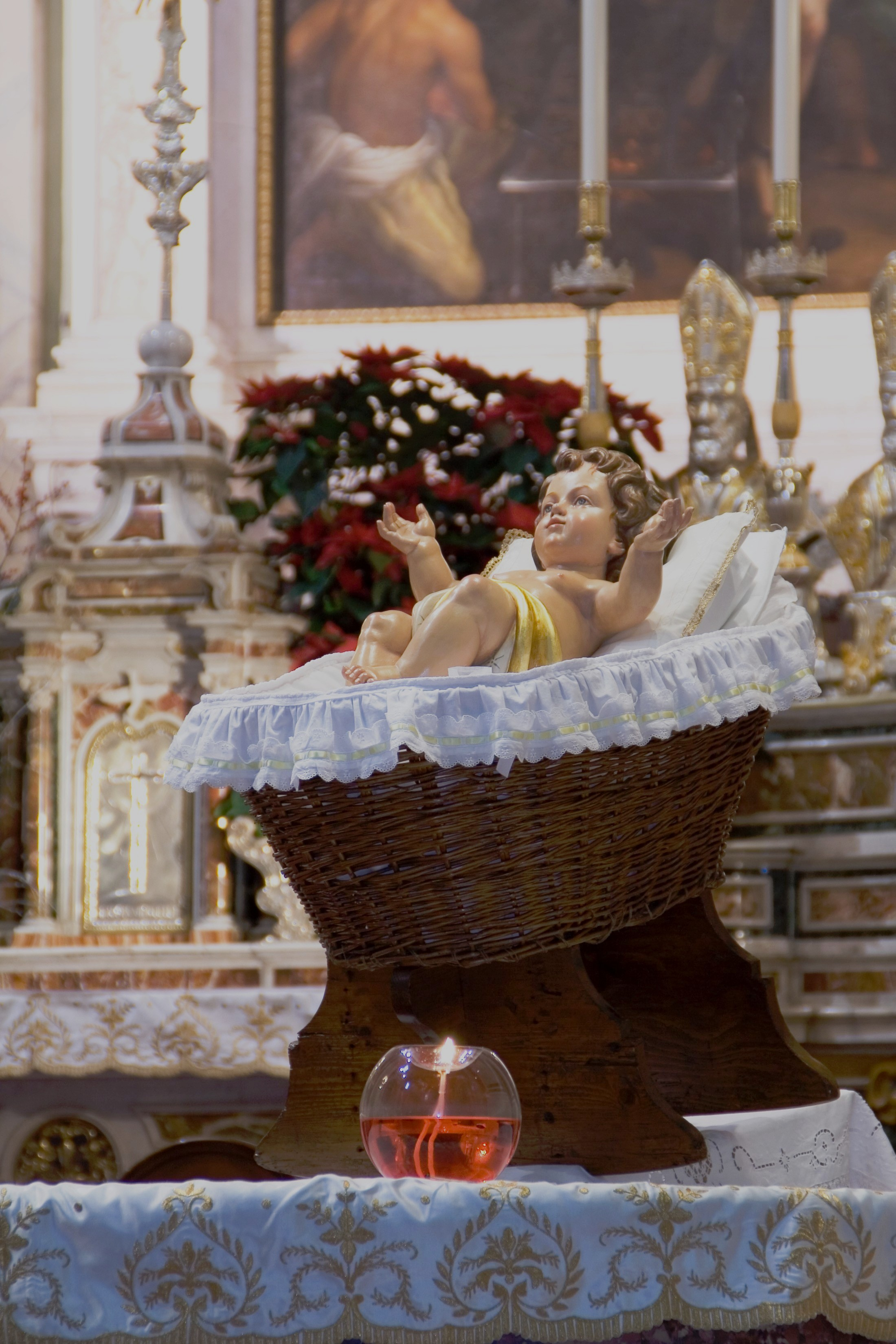
La culla in cui il futuro Paolo VI fu tenuto a balia. Il cimelio è oggi conservato presso la Chiesa Parrocchiale di Nuvolera.

Il 1940 segnò l’inizio della seconda guerra mondiale che si concluse nel 1945. I caduti nuvoleresi furono quarantasei oltre al partigiano Alghisio Bottarelli e al ragioniere Mario Barbieri, freddato sull'uscio di casa per mano dei tedeschi. Il 2 luglio 1940 morì nella contrada di Sorzana la signora Clorinda Zanotti vedova Peretti che, a Nave (BS) fu balia di Giovanni Battista Montini, futuro papa Paolo VI. Il pontefice, allora minutante alla Segreteria di Stato vaticana, era solito trascorrere a Brescia le vacanze estive e non trascurava mai di visitare la sua nutrice. Quando apprese la notizia del trapasso della signora Clorinda, Montini scrisse al padre: «La notizia della morte della buona Clorinda Peretti mi ha cordialmente addolorato e ammonito. Mi dispiace di non averle restituito di più per il bene che mi ha fatto e voluto. Pregherò per lei».
Le amministrazioni democratiche insediatesi dal 1945 compirono sforzi per riattare la sede stradale, ampliare il cimitero e ristrutturare l’edificio delle scuole rurali nella frazione Campagna. Nascono le Acli e la Cooperativa della famiglia. Nel 1956 i fratelli Beniamino, Severino e Francesco Porta lasciavano i loro beni per la fondazione di una casa di riposo per anziani che venne successivamente intitolata alla loro memoria. Sul finire degli anni Cinquanta aprì i battenti la nuova scuola elementare ubicata nella piazza Generale Soldo.

#### Gli anni del Boom economico
Nel 1962 la sede del vecchio asilo venne trasferita in un nuovo edificio in via Camprelle. L’Istituto acquistò lo stato di Ente Morale e nel 1982 venne intitolato al ricordo di papa Giovanni XXIII. Esemplare per spirito e zelo la presenza dal 1964 al 1978 del parroco don Lorenzo Bulgarini il cui Diario Spirituale, pubblicato postumo, rivela l'alta spiritualità sacerdotale di un pastore dedito alla carità dei più bisognosi.
Nel 1968 termina il servizio sulla ferrovia Rezzato-Vobarno.
Nel 1970 venne progettata la via dei Marmi per sollevare il centro dal traffico dei camion. Nel 1982 fu costruito sul territorio di Nuvolento il nuovo edificio della Scuola Media "Salvatore Quasimodo" che serve anche Nuvolera e Paitone. Intensa, oltre che meritoria, l’opera del Gruppo Alpini che nel 1986 su un'area di 5000 m² lungo le pendici del Monte Cavallo costruirono la loro sede attorniata da un anfiteatro e da un parco lussureggiante inaugurato nel maggio 1990. Nel giugno 1986 l’Associazione Mutilati e Invalidi del lavoro (ANMIL) dedicava ai suoi caduti un monumento in marmo di Botticino opera dello scultore Gino Ghioni. Sul finire degli anni ’80 venne realizzato, con la costruzione della palestra, il nuovo polo sportivo che verrà successivamente ampliato con la realizzazione di campi da tennis e di un bocciodromo coperto.

### Il presente
Recentemente Nuvolera ha conosciuto una notevole espansione demografica favorita dalla realizzazione del nuovo quartiere La Famiglia. Opere recenti sono la scuola elementare in via Camprelle intitolata alla memoria di papa Giovanni Paolo II. Fiorente è ancora l'agricoltura e l'allevamento del bestiame anche se l’attività principale rimane quella dell’escavazione del marmo e della sua lavorazione nei numerosi cantieri sorti nell'area industriale di Via Scaiola.

### Simboli
Lo stemma non ha un decreto di concessione ufficiale ed è liberamente usato dal Comune.
Il gonfalone è un drappo di azzurro.

## Monumenti e luoghi d'interesse
- Chiesa di San Lorenzo Martire – La fabbrica della chiesa parrocchiale prese avvio nel 1766 su impulso del parroco don Bartolomeo Barboglio. Il progetto è attribuito a Gaspare Turbini, sebbene non manchino rimandi anche all’ambiente del Corbellini, che realizzò un impianto a navata unica suddiviso in tre campate nelle quali trovano posto gli altari laterali. L’opera venne conclusa verso la fine del Settecento con il ciclo pittorico di Pietro Scalvini che rappresenta l'Apoteosi di San Lorenzo nella volta centrale e l'Assunzione della Vergine sulla cupola del presbiterio. I pennacchi della volta centrale rappresentano i quattro evangelisti mentre in quelli della volta del presbiterio trovano posto le quattro virtù cardinali. Sempre dello Scalvini è l’affresco della sacrestia con il Trionfo della Chiesa. Qui è conservato anche un dipinto di Luca Mombello, allievo del Moretto, il cui soggetto è l’incoronazione della Madonna. La pala dell’altare maggiore, appartenente alla chiesa precedente e raffigurante il martirio di San Lorenzo, è opera pregevole che Francesco Giugno dipinse nel 1609. Nell’Ottocento vennero realizzati la bussola, l’affresco soprastante del Teosa e i confessionali. Nel 1867 fu inaugurato il concerto di otto campane realizzato dalla ditta Pruneri di Grosio. Nel 1882 era pronto il nuovo organo della ditta Inzoli di Crema. L’edificio è stato recentemente restaurato su impulso del parroco don Giuseppe Luciano Salvi.
- Chiesa del Suffragio – Sorge a fianco della chiesa parrocchiale e venne realizzata nel XVII secolo. Il Vescovo di Brescia Gabrio Maria Nava la definì «bellissimo cimitero in forma di altra chiesa». L’interno è articolato in tre navatelle divise in tre campate. La chiesetta è nota con l’appellativo dialettale di Semetere (cimitero). Al di sotto del pavimento si trovano, infatti, nove camere mortuarie destinate un tempo alla sepoltura. Gli affreschi di Pietro Scalvini rappresentano la parusia con il Cristo crucifero circondato da angeli. Lo Scalvini è anche autore della tempera eseguita come pala d’altare, raffigurante la Vergine Maria che intercede per le anime del Purgatorio.
- Cappella di Palazzo Franzini – All’interno del parco di Villa Franzini sorge un’antica struttura medievale nota con il nome di Bastia. L’edificio, un tempo antica fortificazione militare, è stato recentemente adibito a cappella privata, ma i lacerti di affresco conservati al suo interno rappresentano la caccia al cervo e sono ascrivibili, artisticamente, al Gotico Internazionale che fiorì in Europa tra la fine del Trecento e la prima metà del XV secolo. Le scene, leggibili solo parzialmente rappresentano dei segugi e degli zoccoli ungulati. Molto probabilmente l’ambiente era un casino di caccia in cui era narrato con il linguaggio dei colori uno dei passatempi preferiti dei nobili dell’epoca.
- Cappella di San Francesco – La cappella venne realizzata sul finire degli anni Trenta nella Villa ex-Gaggia divenuta convento delle Suore Francescane. L’interno è ad aula unica ed è stato sottoposto a recente restauro dalla famiglia Lorandi che ha acquistato la proprietà del convento. L’altare è sormontato da una tempera opera del pittore R. Pancrazi che raffigura San Francesco d’Assisi che abbraccia il crocifisso.
- Oratorio della Beata Vergine Annunciata – Venne eretto nel 1710 dal conte Bernardino Trobioli sul confine meridionale della sua proprietà, ora Villa Bianco-Speroni in località Camprelle. Di notevole valore è la pala d’altare opera di Ferdinando Cairo, allievo del Tiziano, che rappresenta l’Annunciazione della Vergine da parte dell’Arcangelo Gabriele. La cappella venne benedetta dal Vescovo di Brescia il Cardinale Giovanni Badoer con una sfarzosa cerimonia presenziata dai conti Achille e Giovanni Avogadro. Nel 1855 gli abitanti della contrada ricorsero alla Vergine con un voto per scongiurare l’epidemia di colera. Il tempietto venne riaperto al culto nel 1895 dai coniugi Pietro e Clotilde Sauda. Recente è il restauro operato dagli attuali proprietari.
- Santuario di Santa Maria di Loreto in San Rocco – La struttura originaria di questo edificio sacro risale con buona probabilità alla fine del XV secolo anche se viene citato per la prima volta nella visita pastorale del Vescovo Domenico Bollani del 1566. Il sacello, dedicato a San Rocco, venne utilizzato come piccolo lazzaretto per isolare i malati di peste. La struttura attuale risale al 1690, anno in cui l’edificio venne ampliato e intitolato alla Vergine di Loreto, rappresentata in un’anonima tela posta come pala d’altare. Di pregevole fattura è il paliotto che raffigura nell’intarsio centrale la Santa Casa e la Madonna con il bambino. L’interno è ad aula unica con volta a botte e si conclude con il presbiterio, sempre voltato a botte, e arricchito da una pregevole decorazione in stucco. Il soffitto centrale è decorato con una tempera raffigurante l’incoronazione della Vergine, mentre sulla volta del presbiterio trova posto l’episodio della nascita di Maria. Tra le tele che adornano le pareti meritano attenzione i riquadri con i misteri del Santo Rosario e due ex voto che ricordano lo scontro tra soldati austriaci e francesi del 1796 e il ringraziamento fatto alla Vergine per la scampata epidemia bovina del 1747. Il portone d’ingresso a due battenti è stato intagliato dall’artista locale Emilio Lorandi.
- Chiesa della Beata Vergine – Il piccolo sacello dalla facciata rustica con pietre a vista sorge a 285 metri di altitudine nella contrada Molvina tra la Valverde di Rezzato e la Valle di Nuvolera. Venne costruito nel 1596 dal cavaliere dell’Ordine di Santo Stefano Mario Bornati, tornato incolume dalla Battaglia di Lepanto. L’interno è semplice e disadorno.
- Antico mulino – Sorge sulla sponda destra del Rudone Abate e il primo documento ufficiale in cui viene citato risale al 1471. Il testo riporta la controversia tra la famiglia Gobbini, allora proprietaria della macina, e i frati di Nuvolento per l’uso delle acque del canale. Questi, infatti, erano proprietari di un altro mulino e facevano deviare l’acqua del Rudone prima che potesse raggiungere Nuvolera. Il 3 settembre 1471 il doge di Venezia Pietro Morosini esaminò presso il tribunale di Brescia la controversia dando ragione ai Gobbini che dovevano però versare ai frati «un libello di sette soldi da versare nella festa di San Martino di ogni anno». Il mulino, di proprietà della famiglia Benuzzi, è oggi in disuso.
- Scultura "Percezione" - si tratta di un'opera pubblica, in ferro su una pietra di marmo in via Paolo VI, dipinta a mano,101x56x92h, firmata Almeida & Saraceni

## Società

### Evoluzione demografica
Abitanti censiti

## Economia
Rinomata a Nuvolera la produzione del Marmo di Botticino esportato in tutto il mondo.

## Infrastrutture e trasporti

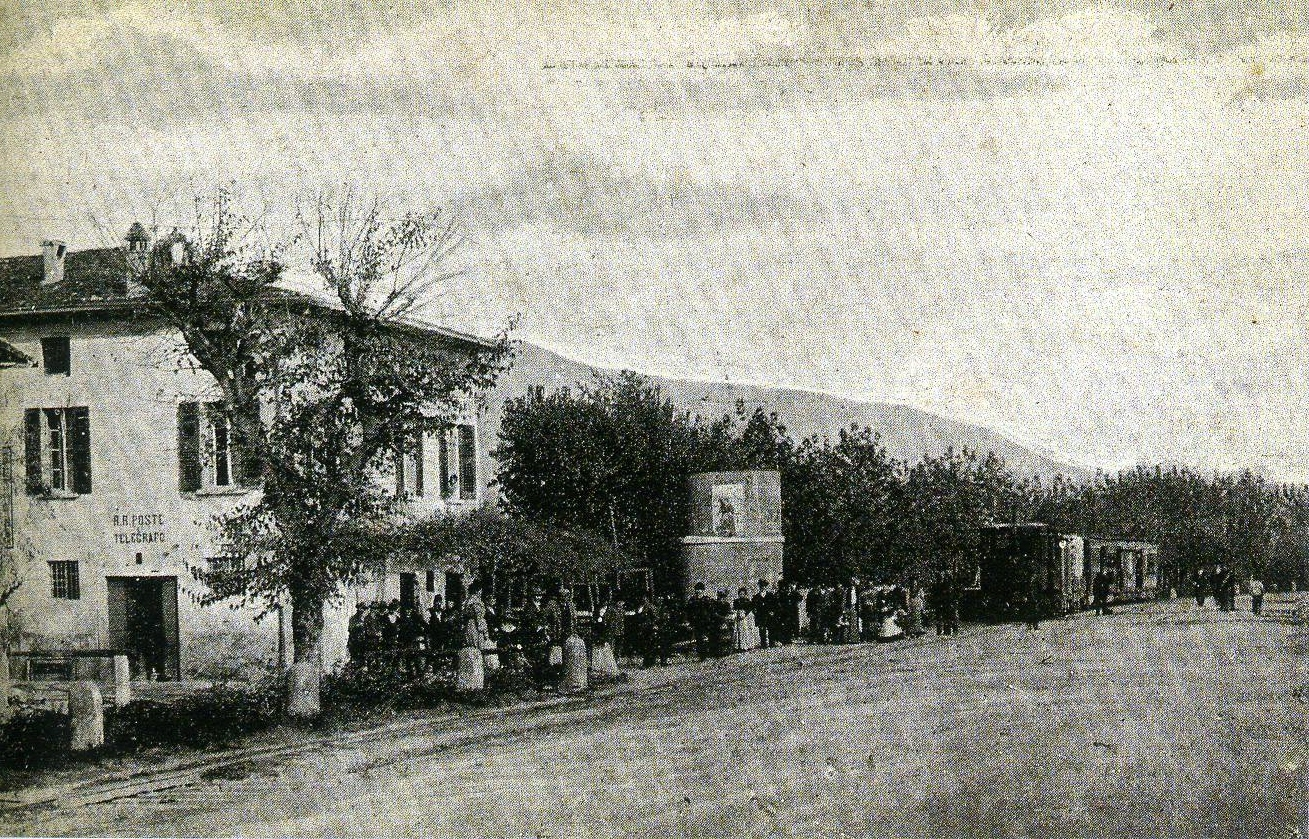
Il tram a vapore in sosta presso la stazione tranviaria di Nuvolera agli inizi del Novecento.

Il territorio comunale è attraversato sia dalla vecchia statale 45 bis Gardesana Occidentale, dagli anni Novanta strada provinciale 116 Virle Treponti-Villanuova, sia dalla nuova variante.
Dal 1897 fino al 1968, fu presente la linea Rezzato-Vobarno. A servizio del paese, all'incrocio della ferrovia con la strada della Scaiola, era presente una stazione ferroviaria.
Dal 1881 fino al 1931, lungo il tracciato della vecchia statale era operativa la tranvia Brescia-Salò-Gargnano. La stazione tranviaria di Nuvolera era situata nei pressi dell'Osteria della Scaiola, mentre la fermata facoltativa di Ponte Nuvolera era situata all'incrocio con l'attuale via Soldo.

## Amministrazione
| Periodo | Periodo | Primo cittadino     | Partito | Carica  | Note |
| ------- | ------- | ------------------- | ------- | ------- | ---- |
| 1951    | 1975    | Gianantonio Ranieri | DC      | Sindaco |      |
| 1975    | 1985    | Luciano Ascolti     | DC      | Sindaco |      |
| 1985    | 1995    | Giuseppe Martinuzzi | DC      | Sindaco |      |

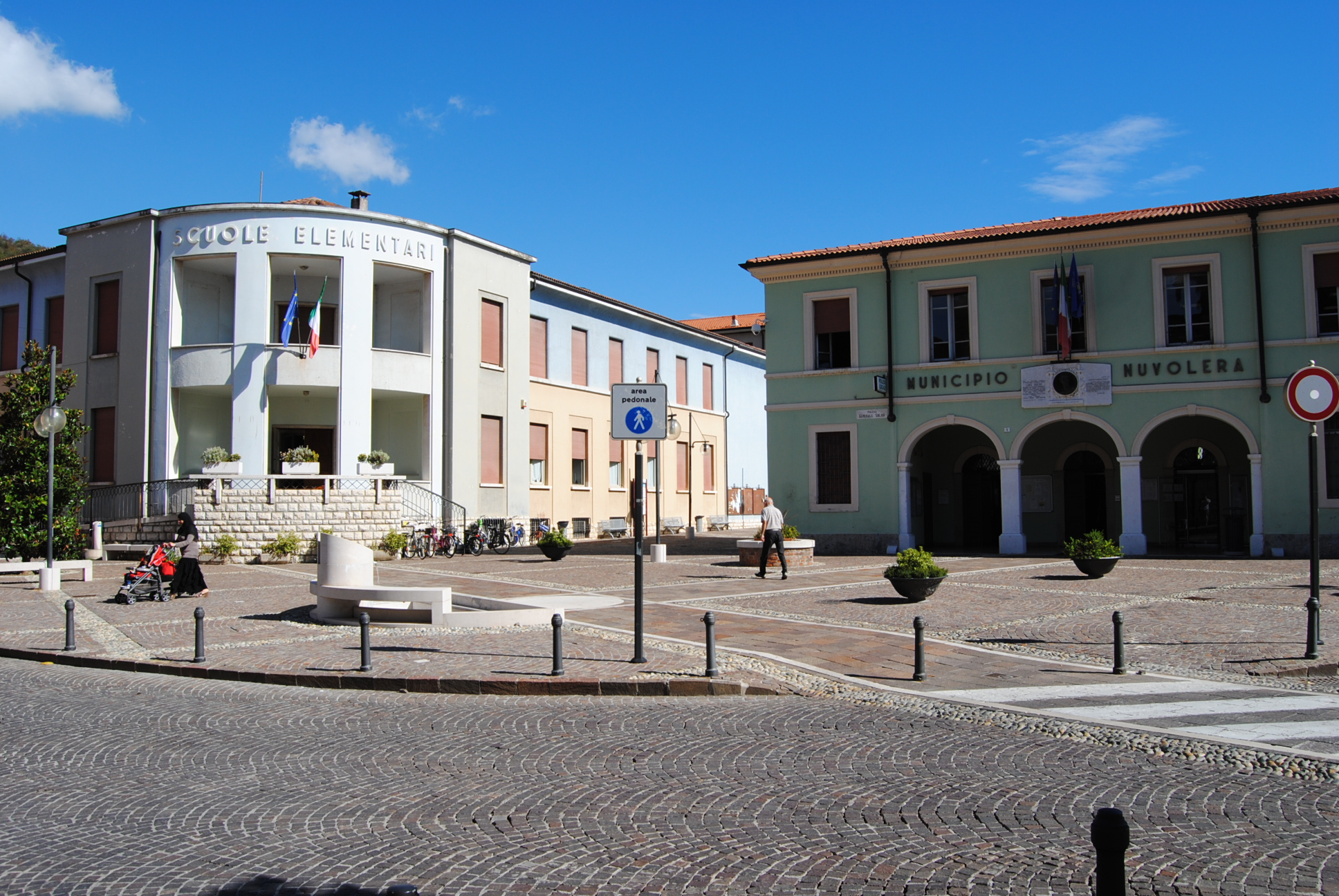
Il Municipio in Piazza Generale Luigi Soldo.

Di seguito l'elenco dei sindaci eletti direttamente dai cittadini (dal 1995):
| Periodo        | Periodo        | Primo cittadino | Partito                         | Carica  | Note   |
| -------------- | -------------- | --------------- | ------------------------------- | ------- | ------ |
| 24 aprile 1995 | 14 giugno 2004 | Walter Zanoni   | lista civica di centro-sinistra | Sindaco | [ 11 ] |
| 14 giugno 2004 | 26 maggio 2014 | Luciana Sgotti  | lista civica di centro-destra   | Sindaco |        |
| 26 maggio 2014 | in carica      | Andrea Agnelli  | lista civica di centro-sinistra | Sindaco |        |

## Sport

### Marcia di regolarità in montagna
È grazie al locale gruppo Alpini che la marcia di regolarità in montagna si diffonde a Nuvolera a partire dagli anni 2000.
A Nuvolera si organizza una gara denominata "trofeo Cominelli Battista", gara promozionale a coppie.